# Fredrik Lundberg
Fredrik Lundberg (nascido em 5 de agosto de 1951) é um empresário sueco, presidente e diretor executivo da L E Lundbergföretagen, uma empresa diversificada que investe em gestão de propriedades e outros negócios. Herdou uma participação majoritária na empresa de seu pai, Lars Erik Lundberg, que fundou a empresa em 1944 como uma construtora. É a nona pessoa mais rica da Suécia e a número 529 das pessoas mais ricas do mundo, segundo a revista Forbes em 2019.
Gosta de caçar e foi campeão mundial júnior não oficial de curling. É torcedor do IFK Norrköping e apoiou financeiramente seus esforços para retornar à Allsvenskan.
Recebeu o prêmio de Presidente do Ano 2011 pela sua atuação na Cardo AB da Styreinformasjon AS em Oslo.